# Donaumarina (métro de Vienne)
Donaumarina (en allemand : U-Bahn-Station Donaumarina) est une station de la ligne U2 du métro de Vienne. Elle est située sur la rive droite du Danube, au dessus de la marina éponyme, sur le territoire du IIe arrondissement Leopoldstadt , à Vienne en Autriche.
Mise en service en 2010, elle est desservie par les rames de la ligne U2 du métro de Vienne, qui depuis le 28 mai 2021 ont pour terminus ouest provisoire Schottentor, avant l'ouverture du prolongement de la ligne prévu de 2028 à 2032.

## Situation sur le réseau

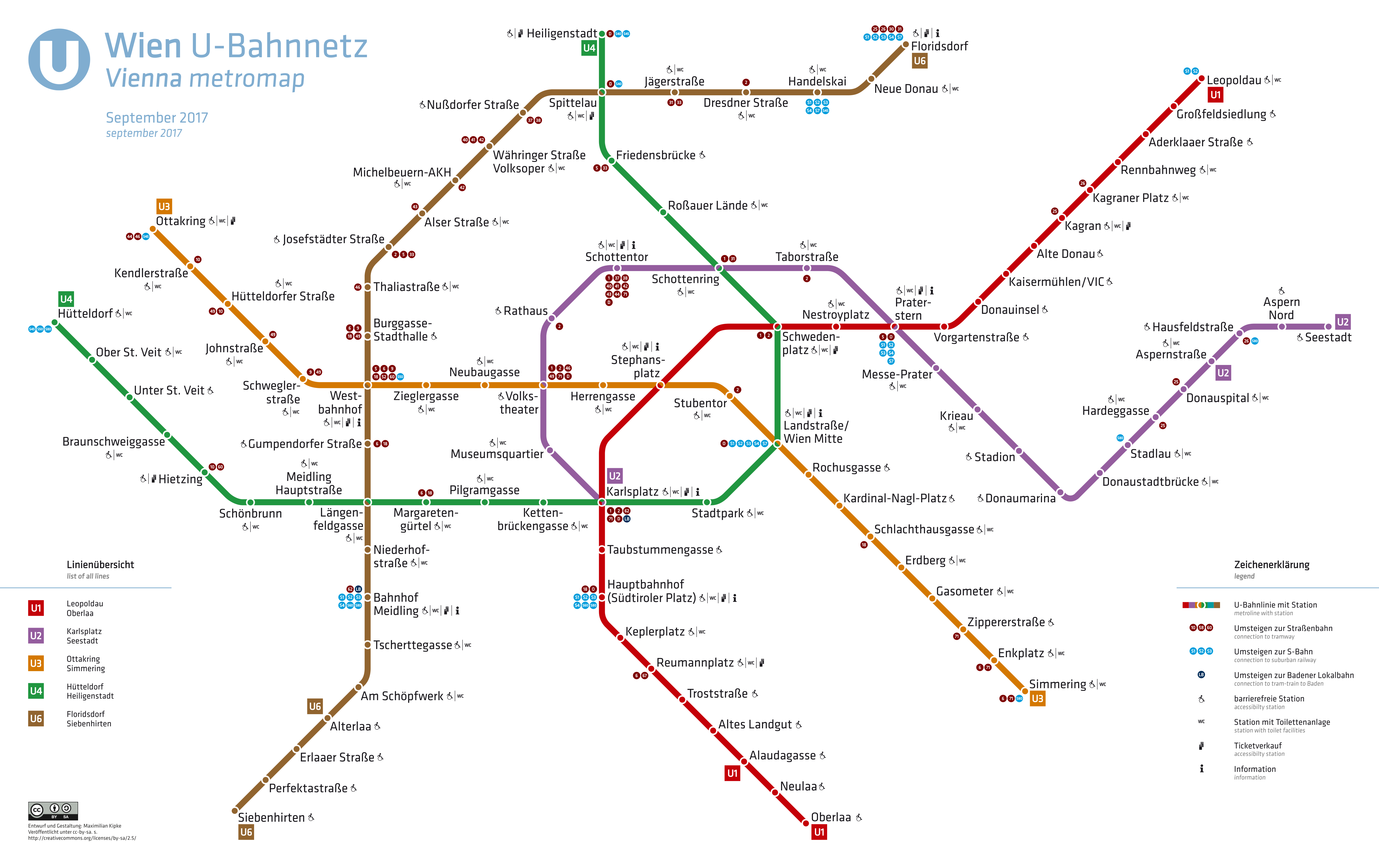
Plan du métro (2017).

Établie en aérien, Donaumarina est une station de passage de la ligne U2 du métro de Vienne : elle est située entre la station Donaustadtbrücke, en direction du terminus est Seestadt, et la station Stadion, en direction du terminus ouest Schottentor.
Elle dispose des deux voies de la ligne encadrées par deux quais latéraux.

## Histoire
La station Donaumarina est mise en service le 2 octobre 2010, lors de l'ouverture à l'exploitation du prolongement de Stadion à Aspernstrasse.
Le 28 mai 2021, la ligne est modifiée, son terminus est reste Seestadt mais son terminus ouest devient provisoirement Schottentor, après la fermeture pour travaux de la section de Schottentor à Karlsplatz. Ceci ayant lieu dans le cadre du réaménagement de cette portion de ligne et des stations pour son intégration dans la nouvelle ligne U5 automatique et la construction d'un nouveau prolongement de la ligne U2 dont l'ouverture programmée s'échelonne de 2028 à 2032,.